# Appius Nicomachus Dexter
Appius Nicomachus Dexter (fl. avant 432 apr. J.-C.) est un homme politique de l'Empire romain d'Occident.

## Biographie
Dexter fait partie des Nicomachi, une famille  de rang sénatorial. Parmi ses ancêtres figurent Appius Claudius Tarronius Dexter et son grand-père  Virius Nicomachus Flavianus préfet du prétoire.
Poursuivant la tradition de sa famille il édite un manuscrit contenant les dix premiers livres de Tite-Live Ab urbe condita, corrigés par un certain Victorinus, puis achetés par Quintus Aurelius Symmaque, et  corrigés par Nicomaque avant d'arriver entre les mains de Dexter ; tous les manuscrits des dix premiers livres de  Ab Urbe condita de Tite-Live qui ont  été copiés depuis le Moyen Âge jusqu' aux temps modernes sont dérivés de ce manuscrit. Des inscriptions avec son nom se trouvent à la fin des livres 3, 4 et 5.
À l'époque de la préfecture prétorienne de Nicomachus Flavianus (431-432) il érige une statue en l'honneur de son grand-père Virius Nicomachus Flavianus, dans laquelle il se fait appeler ancien praefectus urbi de Rome.